# Мистерије Стеновитог острва
Мистерије Стеновитог острва (првобитно најављена као Тејлорино острво) је аустралијска комедија за децу и млађе тинејџере, која је имала премијеру на 10 Shake 2. маја 2022, а на Никелодиону следећег дана. Серија прати авантуре Тејлорине групе пријатеља, који истражују Стеновито острво.

## Ликови
- Алекса Кертис као Тејлор Јанг
- Ноа Акигбе као Нори Харлоу
- Инеса Тен као Миша Реј
- Рајан Јитс као Елис Граул
- Изела Конели као Лајла Греј, Тејлорина полусестра
- Кимберли Јозеф као Емили Јанг, Тејлорина мајка
- Крејг Хорнер као Сани Греј, Тејлорин очух
- Монет Ли као Џилијан Реј, Мишина бака
- Анабел Стивенсон као Ракел Њумен
- Лукас Лајнхан као ујка Чарли

## Улоге
| Улога               | Глумац                | Српски глас                                    |
| ------------------- | --------------------- | ---------------------------------------------- |
| Тејлор Јанг         | Алекса Кертис         | Наташа Поповић                                 |
| Нори Харлоу         | Ноа Акигбе            | Марко Ћурчић                                   |
| Миша Реј            | Инеса Тен             | Анђела Џаферовић                               |
| Елис Граул          | Рајан Јитс            | Бошко Воларевић                                |
| Лајла Греј          | Изела Конели          | Ивона Аливојводић (С1-2) Мина Ивановић (С3)    |
| Емили Јанг          | Кимберли Јозеф        | Јована Цавнић Снежана Нешковић (С3Е1, Е8, Е10) |
| Сани Греј           | Крејг Хорнер          | Бранислав Јевтић                               |
| Џилијан Реј         | Монет Ли              | Валентина Павличић                             |
| Ракел Њумен         | Анабел Стивенсон      | Марија Стокић                                  |
| Ујка Чарли          | Лукас Лајнхан         | Лако Николић                                   |
| Ден Бонет           | Џек Макгир            | Милош Ђуричић                                  |
| Мала Тејлор         | Самара Вилер          | Наташа Поповић                                 |
| Фараз               | Алекс Кан             | Виктор Влајић                                  |
| Стари Фараз         | Јан Макфедјен         | Бранислав Платиша                              |
| Научник Екстра      | Питер Нелсон          |                                                |
| Мала Миша           | Нија Раш              | Анђела Џаферовић                               |
| Фејт                | Изабела Прочида       | Ирина Арсенијевић                              |
| Шеф обезбеђења      | Бред Макмари          | Марко Марковић                                 |
| Муштерија ресторана | Габријела Јозеф       |                                                |
| Џона Хили           | Џозеф Тирнан          |                                                |
| Ловац на злато      | Џордан Еби-Јанг       | Милан Тубић                                    |
| Каубој Џо           | Камерон Колфилф       | Никола Тодоровић                               |
| Џенет               | Луиза Просер          | Снежана Нешковић                               |
| Коралајн            | Шејли Гир             | Ирина Арсенијевић                              |
| Радио ди-џеј #1     | Алекс Вилијамс        | Милан Тубић                                    |
| Мала Емили          | Мија Данте            | Ирина Арсенијевић                              |
| Мали Чарли          | Педи Дафи             | непознато                                      |
| Магнус Тонк         | Томас Ларкин          | Бранислав Јевтић                               |
| Рената Фалон        | Алисон Макензи        | Ања Орељ                                       |
| Телохранитељ        | Сони Ле               |                                                |
| Брок Џеферсон       | Фрејзер Андерсон      | Немања Живковић                                |
| Хранитељка ајкула   | Ејми Ли Раф           | Сања Поповић                                   |
| Професор Џејмс      | Тим Рос               | Марко Марковић                                 |
| Ејприл Шон          | Талиса Мејшак-Мендеро | Ирина Арсенијевић                              |
| Санијева мајка      | непознато (глас)      | Милена Моравчевић                              |
| Брајс Вивијан       | Ентони Стандиш        | Милан Тубић                                    |
| Грета Вивијан       | Елизабет Кален        | Ивана Тењовић                                  |
| Мариголд Аптон      | Инеса Тен             | Анђела Џаферовић                               |
| Велма Аптон         | Монет Ли              | Валентина Павличић                             |
| Сајлас Харлоу       | Закари Камбербач      | Никола Тодоровић                               |
| Чувар обезбеђења #1 | Мајкл Хоакин          | Милан Антонић                                  |
| Чувар обезбеђења #2 | Мајкл Дид             | Милош Ђуричић                                  |
| Енергетски детектор | непознато (глас)      | Милан Тубић                                    |
| Мајлс Кек           | Тејлор Глокнер        | Лако Николић                                   |
| Инди                | Макензи Кертис        | Марија Огњеновић                               |
| Млади Чарли         | Педи Дафи             | Виктор Мајер                                   |
| Стари Чарли         | Боб Њумен             | Бојан Хлишћ                                    |
| Чувар капије        | Џејкоб Тарнер         | Лако Николић                                   |
| Чувар галерије      | Рајан Ваханага        | Милан Тубић                                    |
| Глас аларма         | Кимберли Јозеф        | Маријана Живановић                             |
| ИРМА                | непознато (глас)      | Марија Стокић                                  |
| Ромина              | непознато             | Ивана Тењовић                                  |
| Радио ди-џеј #2     | Тоби Траслов          | Милош Ђуричић                                  |
| Старица             | непознато             | Маријана Живановић                             |
| Мали Нори           | Тајсон Палмер         | TBA                                            |
| Даријус             | Нејтин Арт Батлер     | Милан Антонић                                  |
| Самјуел             | Хари Беквит           | Алекса Станиловић                              |
| Касандра Ноулс      | Ширли Прајс           | Михаела Стаменковић                            |
| Никола              | Џесика Боулс          | Јована Васић                                   |
| Мала Никола         | Лејди Патерсон        | Јована Васић                                   |
| Тренер              | Ким Купер             | Наташа Поповић                                 |
| Најављивач          | Тоби Траслов          | Никола Тодоровић                               |
| Анабел Вокер        | Лин Гилмартин         | Јована Чуровић                                 |
| Мала Лајла          | Мејси Салвана         | Наташа Поповић                                 |
| Грег                | Мет Доминго           | Милош Ћуричић                                  |
| Возач               | Маникс Тамбве         | Милан Тубић                                    |
| Анонимус            | непознато             | Снежана Нешковић                               |